# Schelluinderberg
Schelluinderberg is een kasteelachtige buitenplaats en voormalige pastorie in het Nederlandse dorp Schelluinen, provincie Zuid-Holland. Het gebouw is een rijksmonument.

## Geschiedenis
De hofstede Schelluinen komt in 1422 voor het eerst voor in de bronnen. Het was toen volgens de Hollandse leenkamer een Arkels leengoed, met Jan van Goerl als leenman. Naast de hofstede Schelluinen viel er onder dit leen ook een stuk grond in de Oude Ghiessen. Jan heeft zijn leengoed nog vóór zijn overlijden in 1450 aan zijn broer Aerndt geschonken, die bij de boerderij waarschijnlijk een stenen kamer of herenkamer bouwde.
Na Aerndts overlijden ging de hofstede Schelluinen over naar Jorden van Goerl, die het in 1505 weer aan zijn dochter Cornelije († na 1527) naliet. Zij verkocht in 1526 de Oude Ghiessen, dat nu als leengoed werd afgescheiden van het leen Schelluinen. Daarna verkocht ze het leen en hofstede Schelluinen aan Jacob Stalpert van der Wiele (†1530), raad en procureur in de Grote Raad van Mechelen. De woning op de hofstede verhuurde hij aan de schout van het dorp Schelluinen.

### Bouw van het huis
In 1545 kwam de hofstede in bezit van de Gorcumse burgemeester Jan Snouck Jacobsz (1510-1585) en zijn vrouw Anna van Sevenbergen (1512-1586). Zij lieten op het terrein van de hofstede het nieuwe buitenhuis Schelluinderberg optrekken: een hoog, rechthoekig huis met een traptoren. Er volgden nog uitbreidingen tussen 1563 en 1566.

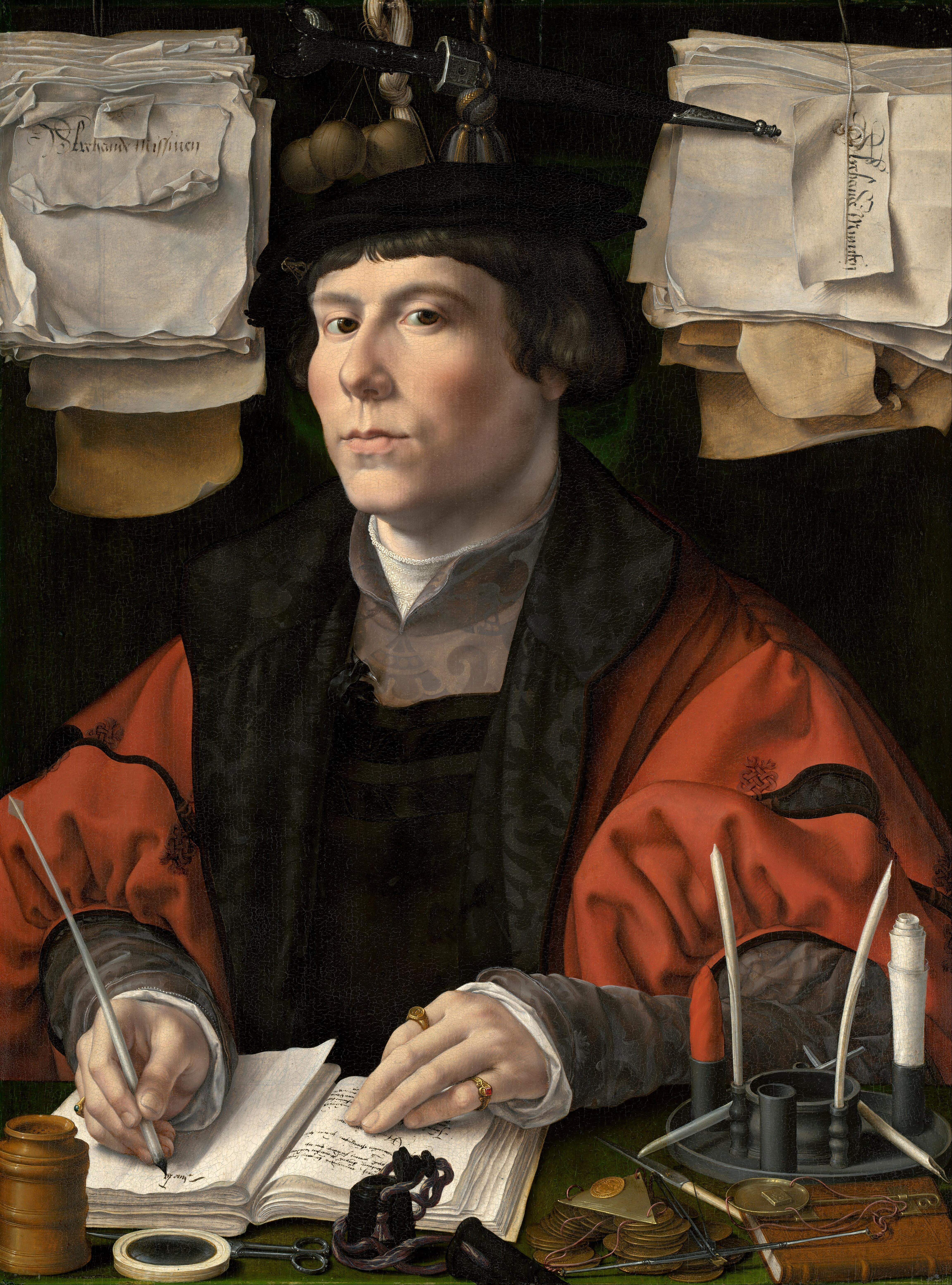
Het vermoedelijke portret van burgemeester Jan Snouck

Voor Snouck was Schelluinderberg een buitenverblijf en het gezin verbleef dus voornamelijk in zijn huis aan de Langendijk te Gorinchem. 
In 1572 vielen de Geuzen het gebied aan en daarbij ging een groot deel van Schelluinen in vlammen op. Ze beschadigden tevens de dorpskerk en verwoestten het huis van de Duitse Orde. De woning van de protestantse Snouck werd echter gespaard. Na Snoucks overlijden in 1585 kwam het huis in handen van zijn kinderen die het vijf jaar later verkochten.

### Pastorie
In 1643 werd Imbert Jacobsz (†1679) van Veen de nieuwe eigenaar. Hij was erg betrokken bij het wel en wee van zowel het dorp als de kerk. Toen zijn kleinzoon in 1698 het huis verkocht, was het verhuurd aan de predikant van Schelluinen. Ook na de verkoop bleef de predikant er als huurder wonen. De opeenvolgende eigenaren toonden geen interesse om het huis zelf te gebruiken: zij zagen het slechts als een belegging.
Eigenaar Fredericus Vloers kocht in 1742 de leenverhouding af, waardoor Schelluinderberg voortaan volledig eigen bezit was. Toen hij in 1765 overleed, verkocht zijn schoonzus het huis aan de huurder, te weten de diaconie van Schelluinen. Het huis werd toen officieel een pastorie. Al snel na aankoop liet de diaconie het gebouw uitbreiden.

### Beleg van Gorinchem
Eind 1813 sloegen Pruisische troepen het beleg op voor het door de Fransen bezette Gorinchem. Het huis Schelluinderberg werd nu het hoofdkwartier van de Pruisische aanvoerder graaf Finkenstein, terwijl de tuin werd vernield om er geschut te kunnen plaatsen. In februari 1814 werd de capitulatie van de Franse troepen getekend op Schelluinderberg.

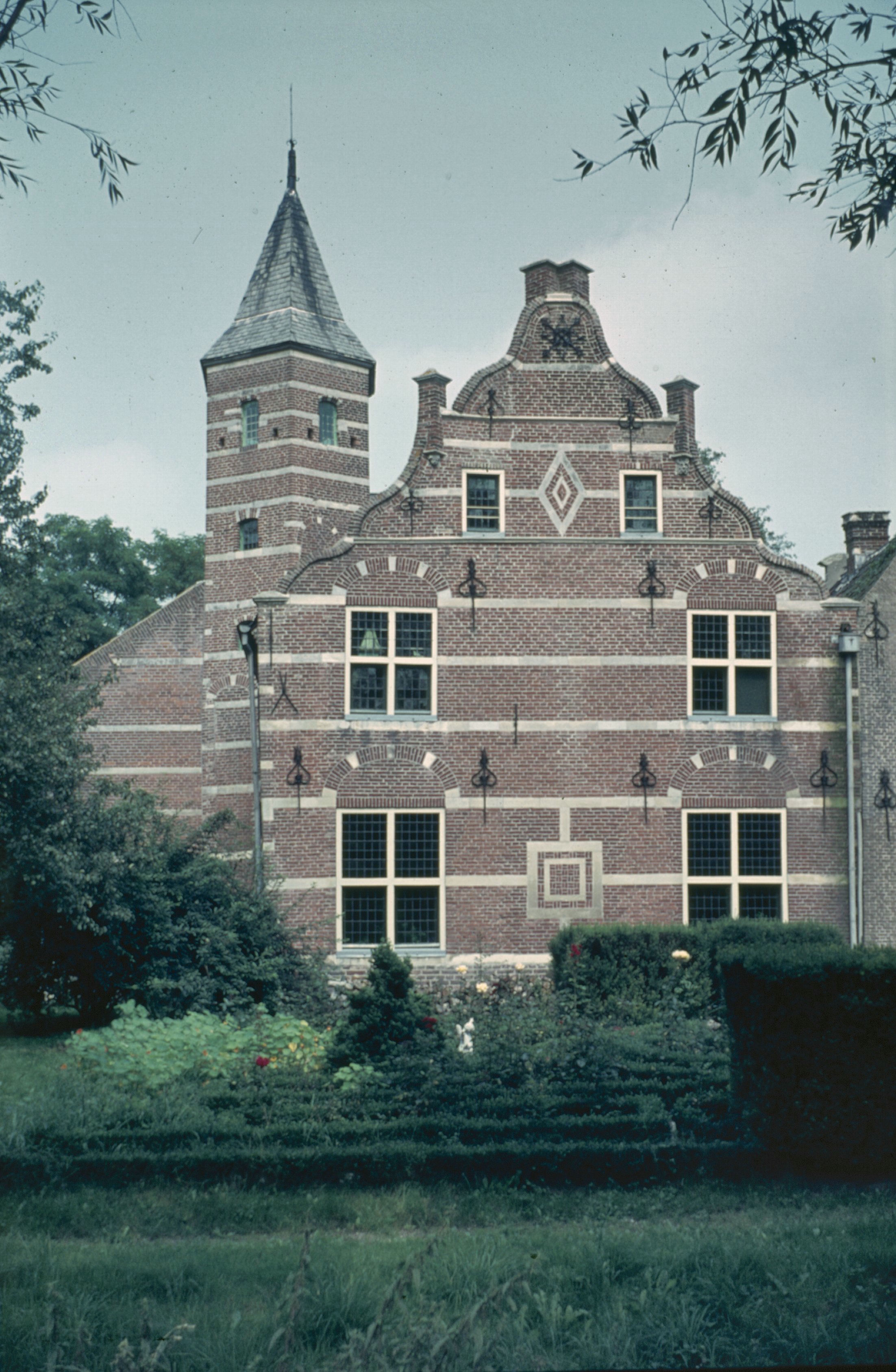
De achtergevel

### Kerkbestuur
In 1847 wijzigde het eigendom van de pastorie. Voortaan was Schelluinderberg in bezit van het kerkbestuur. Het was namelijk niet langer aan diaconieën toegestaan om hun geld te gebruiken voor oneigenlijke zaken, waaronder ook het onderhoud van een pastorie viel.

### Dreigende sloop
In 1912 dreigde sloop van Schelluinderberg. De toenmalige predikant C.H. Kuipéri vond het oude gebouw niet meer voldoen. Het was hem in 1900 al gelukt om de 14e-eeuwse dorpskerk afgebroken te krijgen, ondanks dat de kerk in goede staat was en de Dienst der Monumenten geen ernstige gebreken had geconstateerd. Nu echter kreeg hij veel tegenstand van de vereniging Oud-Gorcum, waarna de kwestie zich nog enkele jaren voortsleepte. Uiteindelijk wilde het kerkbestuur overgaan tot restauratie, maar had zelf hier te weinig geld voor. De diaconie stond er financieel goed voor en zou kunnen bijspringen maar zij stond onder invloed van Kuipéri en weigerde dus medewerking. In 1920 zou daarom alsnog worden overgegaan tot sloop, maar in april van dat jaar kwamen er opeens financiële middelen beschikbaar vanuit de familie Van Linden Tol. Nu de financiën rond waren, kon worden begonnen met de restauratie.

### Restauratie
Het huis vertoonde bij aanvang van de restauratie diverse gebreken, waaronder verzakkingen, een hellende zuidgevel, scheuren in de traptoren en een losgekomen aanbouw. Ook moesten de daken worden vervangen.
Tijdens de restauratie werd de fundering versterkt met betonpalen, de 19e-eeuwse schuiframen werden vervangen door kruiskozijnen en het dak werd vernieuwd. De gevels werden zoveel mogelijk in originele staat teruggebracht. In 1924 was de restauratie afgerond.

### Particuliere bewoning
In 1954 verkocht het kerkbestuur de pastorie, omdat het onderhoud te duur werd. Particulieren kochten het huis aan. Afgezien van verbeteringen als het aanbrengen van centrale verwarming en het waterdicht maken van de keldervloer, bleef Schelluinderberg sinds de restauratie van 1924 vrijwel ongewijzigd.
In 2006 woedde er een uitslaande brand die voor veel schade zorgde. Het kasteel is nadien gerenoveerd.

## Beschrijving
De oudste bebouwing van de hofstede Schelluinen was een boerderij met een stenen kamer, midden 15e eeuw gebouwd door Aernd van Goerl. Waarschijnlijk was dit gebouw gelegen nabij het kerkhof.
In de jaren 1545-1546 liet Jan Snouck een nieuw buitenhuis bouwen, bestaande uit een hoog, rechthoekig gebouw van ongeveer 8,5 bij 5,5 meter en een zeshoekige traptoren. Boven de kelder waren de zaal, een verdieping en een zolder. Het huis had het uiterlijk van een oude donjon en was relatief eenvoudig.
In de jaren 1563-1566 liet Snouck aan de oost- en westzijde twee kleine zijvleugels met lessenaarsdak toevoegen, terwijl aan de zuidzijde een grote aanbouw met schoudergevel werd gerealiseerd. Die grote aanbouw en het oude deel van het huis werden vervolgens onder één gezamenlijk zadeldak gebracht. De noordelijke gevel - onderdeel van het oorspronkelijke gebouw uit 1546 en tevens de voorgevel van het kasteel - kreeg versieringen van beeldhouwwerk in mergel, zoals de medaillons met de wapens van Snouck en zijn echtgenote Van Sevenbergen. Ook is er een gevelsteen aangebracht met het teken (namelijk: een snoek) en het motto ('int water clouc') van de familie Snouck. Het resultaat van de uitbreiding was een groot en modern ogend landhuis in renaissancestijl met muurankers, speklagen en beeldhouwwerk. Het is niet bekend wie het ontwerp heeft gemaakt voor deze grootschalige uitbreidingen, maar het is aannemelijk dat dit de architect Cornelis Bloemaert was.
In 1768 is het gebouw nog uitgebreid aan de zuidoostzijde om het geschikt te maken als pastorie. Deze uitbreiding werd in een afwijkende stijl uitgevoerd. In 1844 volgde de bouw van een bijkeuken.
Rondom het huis ligt een slotgracht. Mogelijk was er ook een poort.

## Afbeeldingen

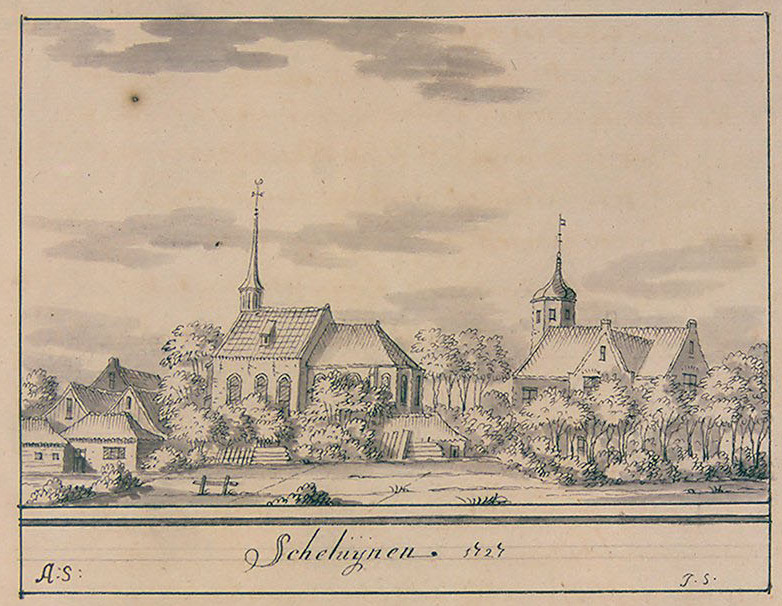
De kerk (links) en het kasteel in de Atlas Schoemaker (1710-1735)
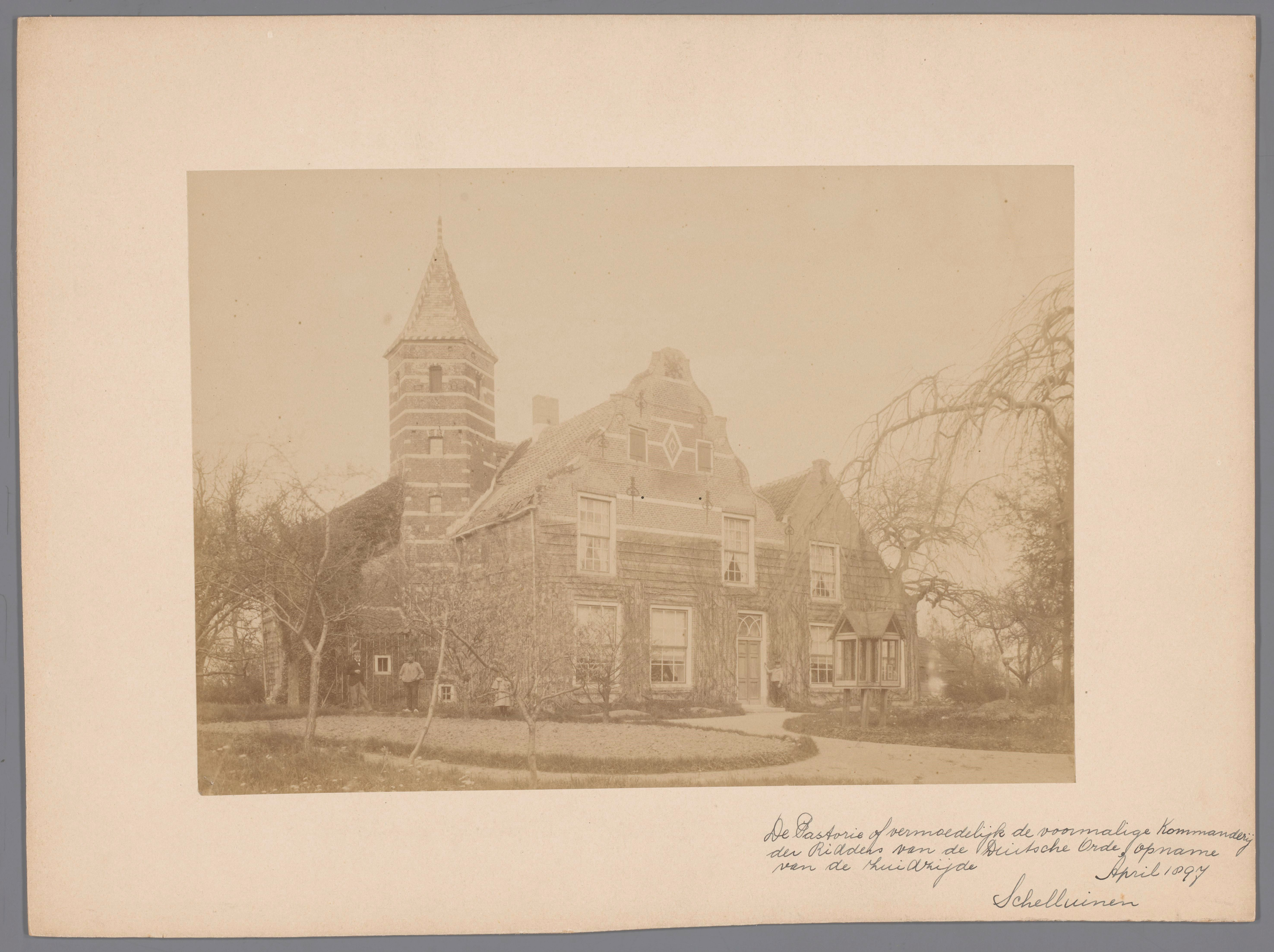
Schelluinderberg in 1897
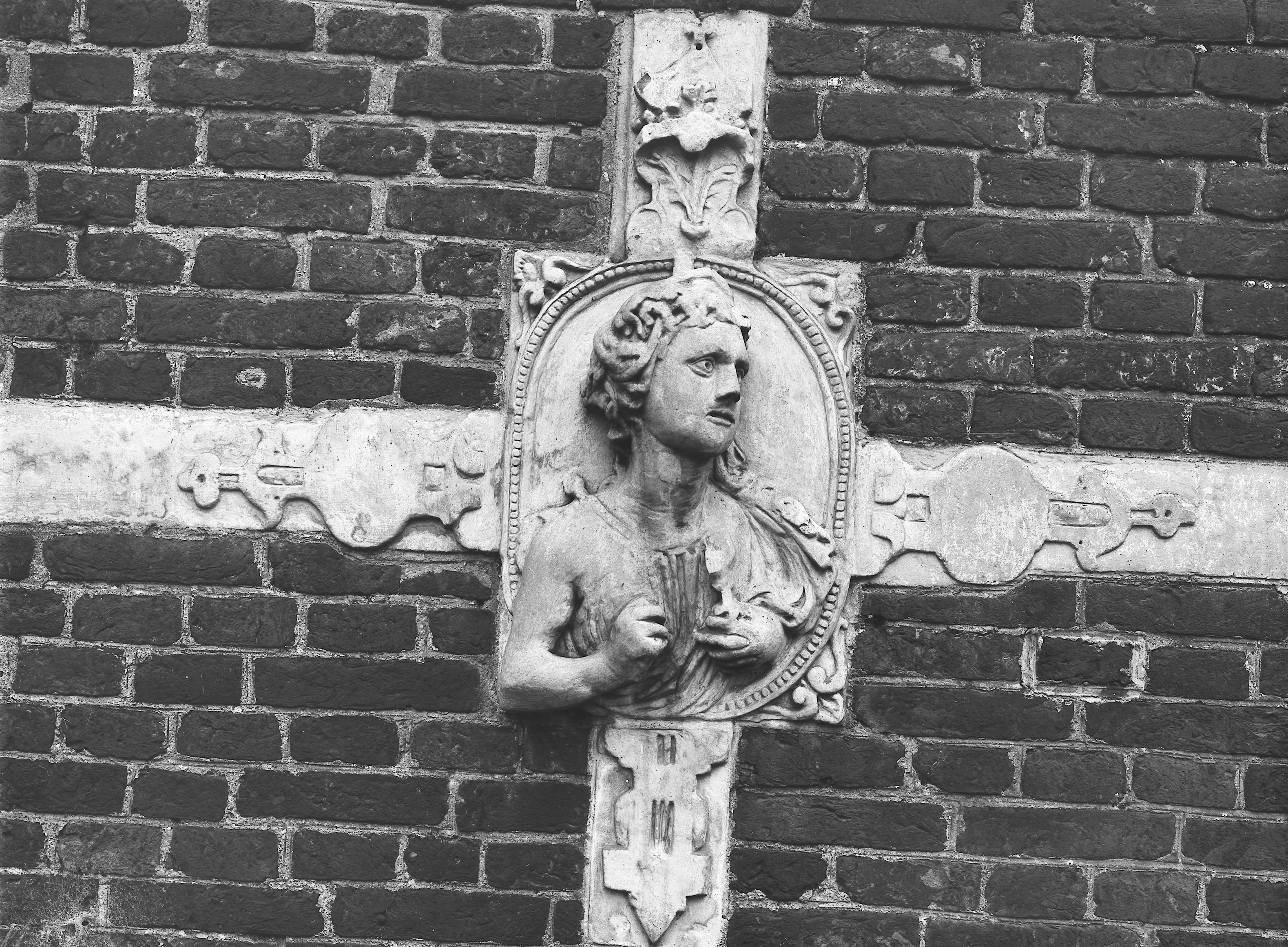
Medaillon aan de noordgevel
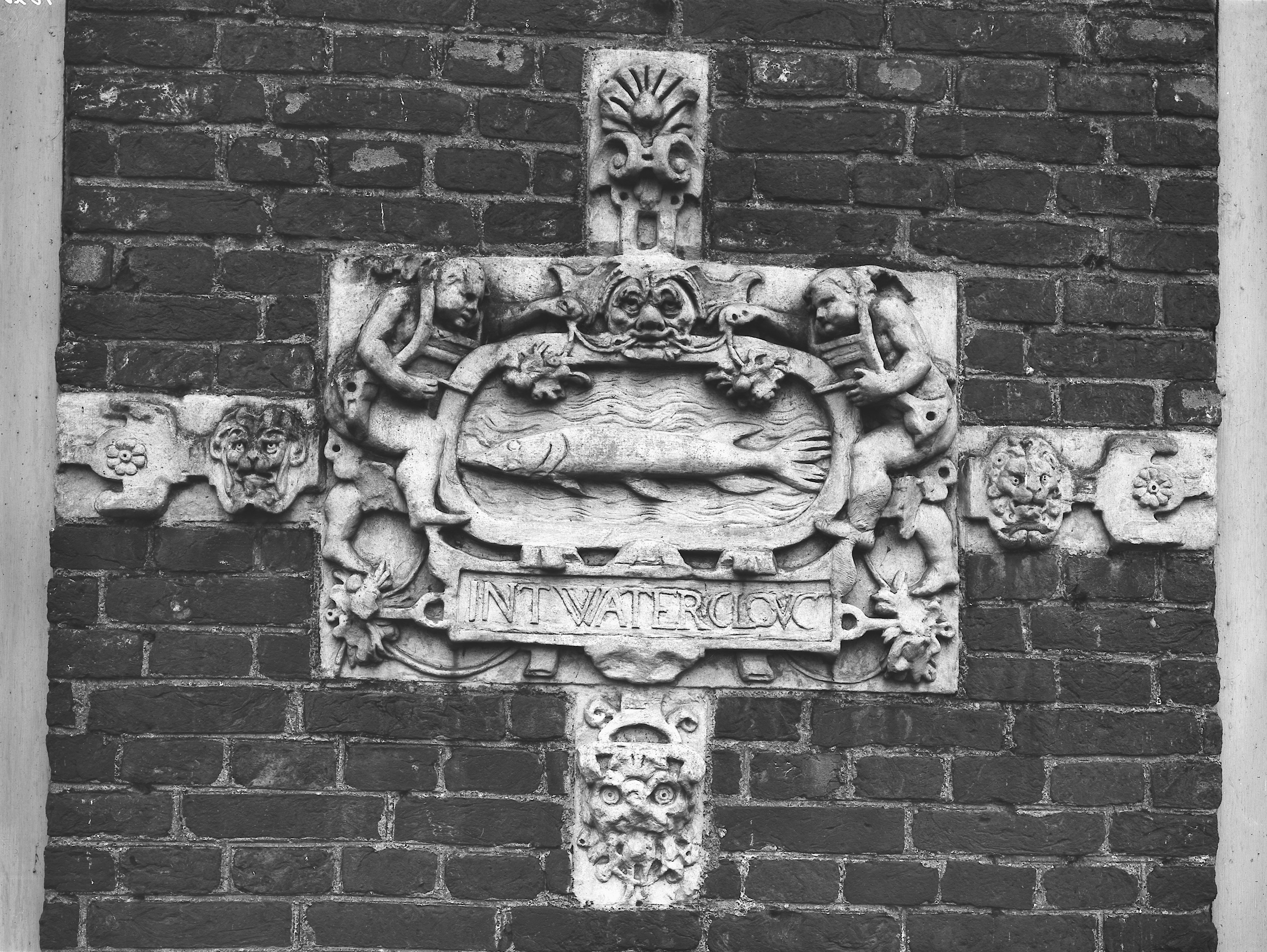
De 'snoek' en het motto van de familie Snouck

Abbenbroek · Abspoel · Adegeest · Slot Alkemade ·  Altena · Arkelsburg · Bellesteyn · Huis ten Berghe · Binckhorst · Binnenhof · Blijdestein · Te Blotinghe · Boekenburg · Boekhorst · Boshuysen · Bulgersteyn · Burcht (Leiden) · Burcht (Voorne) · Slot Capelle · Coebel · Cranenburg · Crayestein · Cronesteyn · Crooswijk · Develstein · 't Huys Dever · Dirks Steenhuis · Ter Does · Duivenstein · Duivenvoorde · Endegeest · Endepoel · Foreest · Giessenburg · Gravensteen · Groot Haesebroek · 's Heeraartsberg · Hof van Wateringen · Holy · Slot Honingen · Kasteel van de Heren van Arkel · Kasteel van Gouda · Keenenburg · Kasteel Keukenhof · Klein Poelgeest · Huis te Langerak · Langestein · Huis te Liesveld · Ter Lips · De Loo · Madeburcht · Marenburch · Meerburg · Huis te Merwede · Huis ter Mey · Kasteel van der Meye · Niemandsvriend · Noordeloos · Oud-Berendrecht · Oud-Poelgeest · Oud Teylingen · Paddenpoel · Persijn · Groot Poelgeest · Hof van Putten · Puttensteyn · Landgoed De Raephorst · Kasteel Ravesteyn · Kasteel van Rhoon · Rijnegom · Rijnenburg · Huis te Riviere · Rodenburg · Hofstad Rodenrijs · Rodenrijs · Rosenburgh · Huis Roucoop · Santhorst · Schelluinderberg · Schonenburg · Kasteel van Schoonhoven · Souburgh · Spangen · Starrenburg · Huis ter Specke · Steenvoorde · Stenevelt · Slot Teylingen · Den Toll · Torenvliet · Slot Valckesteyn · Huis ter Waard · Warmont · Ter Weer · Hof van Wena · Kasteel Westerbeek · Huis te Woude · Kasteel van IJsselmonde · 't Zand · Huis Zevender · Kasteel aan de Zevender · Zijlhof · Zonneveld · Huis Zuidwijk · Zwieten